# Ivana Gakidova
Ivana Gakidova, née le 27 février 1995 à Skopje, est une handballeuse internationale macédonienne évoluant au poste de pivot.

## Biographie
Ivana Gakidova évolue d'abord dans des clubs de sa ville natale Skopje avec lesquels elle participe à divers compétitions européennes dont la Coupe de l'EHF, la Ligue des champions ou encore la Coupe d'Europe des vainqueurs de coupe. En 2015, elle quitte son pays pour rejoindre la République tchèque et le club de DHK Banik Most.
Ivana Gakidova rejoint à l'été 2017 la France et l'ASPTT Strasbourg évoluant au Nationale 1. En juin 2018, elle rejoint la Stella Sports Saint-Maur, club francilien de Division 2.
En septembre 2020, elle signe au club serbe ŽRK Naisa Niš.